# Welternährungsprogramm der Vereinten Nationen
Das Welternährungsprogramm der Vereinten Nationen (englisch UN World Food Programme, WFP) ist eine gemeinsam von der Generalversammlung der Vereinten Nationen und der Ernährungs- und Landwirtschaftsorganisation der Vereinten Nationen (FAO) getragene humanitäre Einrichtung und die wichtigste Institution der Vereinten Nationen im Kampf gegen den globalen Hunger. 2022 hat das WFP 160 Millionen Menschen mit Ernährungshilfe unterstützt. Größtenteils handelt es sich dabei um die Versorgung von Menschen in Not mit Nahrungsmitteln oder Bargeldtransfers nach Naturkatastrophen, Dürren oder gewalttätigen Konflikten. Außerdem hilft das WFP auch Menschen in Gebieten mit dauerhaft schlechter Ernährungslage und führt dort Entwicklungsprojekte durch. Hierzu zählen Schulspeisungsprogramme für etwa 17,5 Millionen Kinder pro Jahr in 59 Ländern oder so genannte Food-for-Work-Programme, bei denen Menschen Nahrungsmittel als Ausgleich für ihre verrichtete Arbeit erhalten, die der nachhaltigen Entwicklung dienen – etwa dem Bau von Brunnen oder Bewässerungskanälen.
Neben 14 Verbindungsbüros in den wichtigsten Geberstaaten (u. a. in Berlin für den deutschsprachigen Raum) gibt es weltweit über 80 Länderbüros, in denen das WFP die Arbeit vor Ort koordiniert.

## Organisation und Finanzierung
Das Hauptquartier des WFP liegt in der italienischen Hauptstadt Rom. Die Organisation beschäftigt circa  20.000 Mitarbeiter, wovon 90 % in den Projektländern arbeiten. Exekutivdirektor des WFP ist seit April 2023 die US-Amerikanerin Cindy McCain. Der Leiter des Verbindungsbüros in Berlin für Deutschland, Österreich und Liechtenstein ist Martin Frick.
Das WFP verfügt nur über einen geringen festen Etat. Die Einrichtung finanziert sich überwiegend aus freiwilligen Zuwendungen von Geberstaaten, die in der Regel bestimmte Programme gezielt finanzieren. Außerdem sind Spenden von Unternehmen und Privatpersonen von Bedeutung. Noch im Jahr 2007 betrug der Etat knapp 3 Milliarden US-Dollar. Im Zuge der Welternährungskrise stieg er 2008 auf 5 Milliarden US-Dollar. Für 2010 wurde mit Ausgaben in Höhe von fast 6 Milliarden US-Dollar gerechnet, tatsächliche Spenden beliefen sich auf etwa 3,82 Milliarden US-Dollar. 2020 beliefen sich die Gesamtzuwendungen auf die Rekordsumme von rund 8,5 Milliarden US-Dollar. Die Zuwendungen erfolgen überwiegend in Barmitteln, teils auch in Sachspenden. Gesteuert wird das WFP von einem Exekutivrat. Hier sind 36 Staaten abwechselnd vertreten, zurzeit auch Deutschland. 2011 war Deutschland der viertgrößte Geber des WFP. 2015 und 2016 war Deutschland jeweils drittgrößtes Geberland – 2015 mit mehr als 296 Millionen Euro für über 45 WFP-Operationen beziehungsweise 2016 mit mehr als 894 Millionen US$ für die WFP-Operationen. 2017 war Deutschland zweitgrößter Geber nach den USA. Auch 2020 war Deutschland zweitgrößter Geber nach den USA und stellte WFP die Rekordsumme von 1,06 Milliarden Euro zur Verfügung. Auch 2022 war die deutsche Bundesregierung, mit nun 1,7 Milliarden Euro, zweitgrößter Geber.
Das WFP ist rechtlich nicht selbständig und damit auch keine Sonderorganisation der Vereinten Nationen, sondern – wie z. B. UNICEF und das Umweltprogramm der Vereinten Nationen auch – als Nebenorgan ein integraler Teil der Vereinten Nationen.
Im Jahr 2013 kritisierte die Initiative Nachrichtenaufklärung die Intransparenz der Vergabe der Gelder des Welternährungsprogramms.

## Geschichte

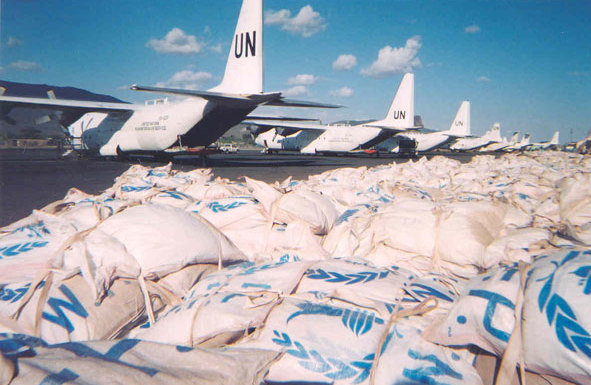
Lockheed C-130 der UN mit Nahrungsmittellieferung für den Sudan, Kenia 2004

Die Gründung des WFP wurde im Jahr 1961 von der UN-Generalversammlung und der FAO beschlossen, um die Nahrungsmittelversorgung in Kriegs- und Katastrophengebieten zu sichern. 1963 nahm das WFP seine Arbeit offiziell auf. Neben dem WFP sitzen mit der FAO und dem Internationalen Fonds für landwirtschaftliche Entwicklung (IFAD) zwei UN-Sonderorganisationen in Rom, die sich mit dem Thema Ernährung befassen. Heute ist das WFP die weltweit größte Einrichtung zur Versorgung von hungernden Menschen. Im Laufe der Jahrzehnte entstand eine enge Zusammenarbeit zwischen dem WFP und zahlreichen internationalen Hilfsorganisationen und nichtstaatlichen Organisationen. Das WFP arbeitet im Schnitt jedes Jahr mit ca. 1.000 Nichtregierungsorganisationen zusammen.
Das WFP ist auch für den Betrieb des Humanitären Flugdienstes der Vereinten Nationen (UNHAS) zuständig. UNHAS befördert Personal und Sachgüter von zahlreichen Hilfsorganisationen mit Flugzeugen in Krisengebiete wie etwa im Sudan, in Afghanistan oder in Westafrika.

## Programm
Das WFP besitzt einen humanitären und unpolitischen Auftrag. Es hilft dort, wo Menschen von Hunger betroffen sind und die jeweilige nationale Regierung um Hilfe bittet – unabhängig von den politischen Umständen. In den letzten Jahren sind integrative Ansätze, die Entwicklungszusammenarbeit und Ernährungshilfe vereinen, zunehmend wichtiger geworden. So kaufte das WFP 2019 weltweit 3,5 Millionen Tonnen Nahrungsmittel im Wert von 1,7 Milliarden US-Dollar ein, wobei 81 % davon in den Entwicklungsländern lokal beschafft und so in die dortige Landwirtschaft investiert wurde. In diesen Kontext fällt auch die von WFP gestartete Initiative „Purchase for Progress“ (P4P). Dieses Pilotprojekt soll durch den lokalen Ankauf von Nahrungsmitteln bei Kleinbauern die lokalen und nationalen Märkte in den von Ernährungsunsicherheit betroffenen Ländern stärken, die Produktivität der Kleinbauern erhöhen und sie so von Hunger und Armut befreien.
Die Arbeit des WFP in Katastrophen- und Krisengebieten ist oftmals gefährlich. So wurden im Sudan 2008 über 80 Lastwagenfahrer des WFP überfallen und entführt, zwei Fahrer wurden ermordet. Auch in Somalia wurden Anfang 2009 zwei einheimische WFP-Mitarbeiter ermordet.

## Friedensnobelpreis
2020 wurde der Organisation der Friedensnobelpreis für ihren Einsatz „im Kampf gegen Hunger und für bessere Friedensbedingungen in Konfliktregionen“ zuerkannt. Sie sei „eine treibende Kraft, um zu verhindern, dass Hunger als Waffe in Krieg und Konflikten eingesetzt werde“. Trotz der weltweiten Reisebeschränkungen erreichte das WFP 2020 den größten Hilfseinsatz seiner Geschichte und unterstützte bis zu 138 Millionen Menschen weltweit.

## Hungernde weltweit
Die Zahl der Hungernden hat im Vergleich zu 1990 abgenommen. Seit einigen Jahren nimmt Hunger jedoch wieder zu. Im Jahr 2016 litten nach Schätzungen der FAO 815 Millionen Menschen an Hunger. Das sind rund 200 Millionen Hungernde weniger im Vergleich zu 1990–1992, jedoch gegenüber dem absoluten Tiefstand 2013 und 2014 etwa 40 Millionen mehr. Auch in Relation zur Weltbevölkerung stieg 2016 der Anteil der Hungernden von 10,6 % auf 11,0 %. 2019 litten 690 Millionen Menschen Hunger.
Zwei gegenläufige Bewegungen spielten 2013–2015 eine Rolle: In Asien nahm die Zahl der Hungernden ab, während sie in Subsahara-Afrika zunahm. Im Jahr 2016 nahm sie dann in den meisten Regionen der Welt zu. Ursachen waren vor allem Konflikte, hinzu kamen Einflüsse des El Niño und Klimawandels sowie Wirtschaftsschwäche in Ländern mit bedeutsamen Rohstoffexporten.

Grafische Aufbereitung der nebenstehenden Daten

| Jahr | Anzahl der Hungernden in Mio. | Prozent | Ereignisse                         |
| ---- | ----------------------------- | ------- | ---------------------------------- |
| 2000 | 785,2                         | 12,8    |                                    |
| 2001 | 806,5                         | 12,9    |                                    |
| 2002 | 830,2                         | 13,2    |                                    |
| 2003 | 822,6                         | 12,9    |                                    |
| 2004 | 823,4                         | 12,7    |                                    |
| 2005 | 798,3                         | 12,2    |                                    |
| 2006 | 743,1                         | 11,2    |                                    |
| 2007 | 679,1                         | 10,1    |                                    |
| 2008 | 644,8                         | 9,5     | Nahrungsmittelpreiskrise 2007–2008 |
| 2009 | 637,4                         | 9,2     |                                    |
| 2010 | 604,8                         | 8,7     |                                    |
| 2011 | 575,0                         | 8,1     |                                    |
| 2012 | 573,6                         | 8,0     |                                    |
| 2013 | 562,7                         | 7,8     |                                    |
| 2014 | 538,7                         | 7,3     |                                    |
| 2015 | 570,2                         | 7,7     |                                    |
| 2016 | 568,3                         | 7,6     |                                    |
| 2017 | 541,3                         | 7,1     |                                    |
| 2018 | 557,0                         | 7,2     |                                    |
| 2019 | 581,3                         | 7,5     |                                    |
| 2020 | 669,3                         | 8,5     | COVID-19-Pandemie                  |
| 2021 | 708,7                         | 9,0     |                                    |
| 2022 | 723,8                         | 9,1     |                                    |
| 2023 | 733,4                         | 9,1     |                                    |

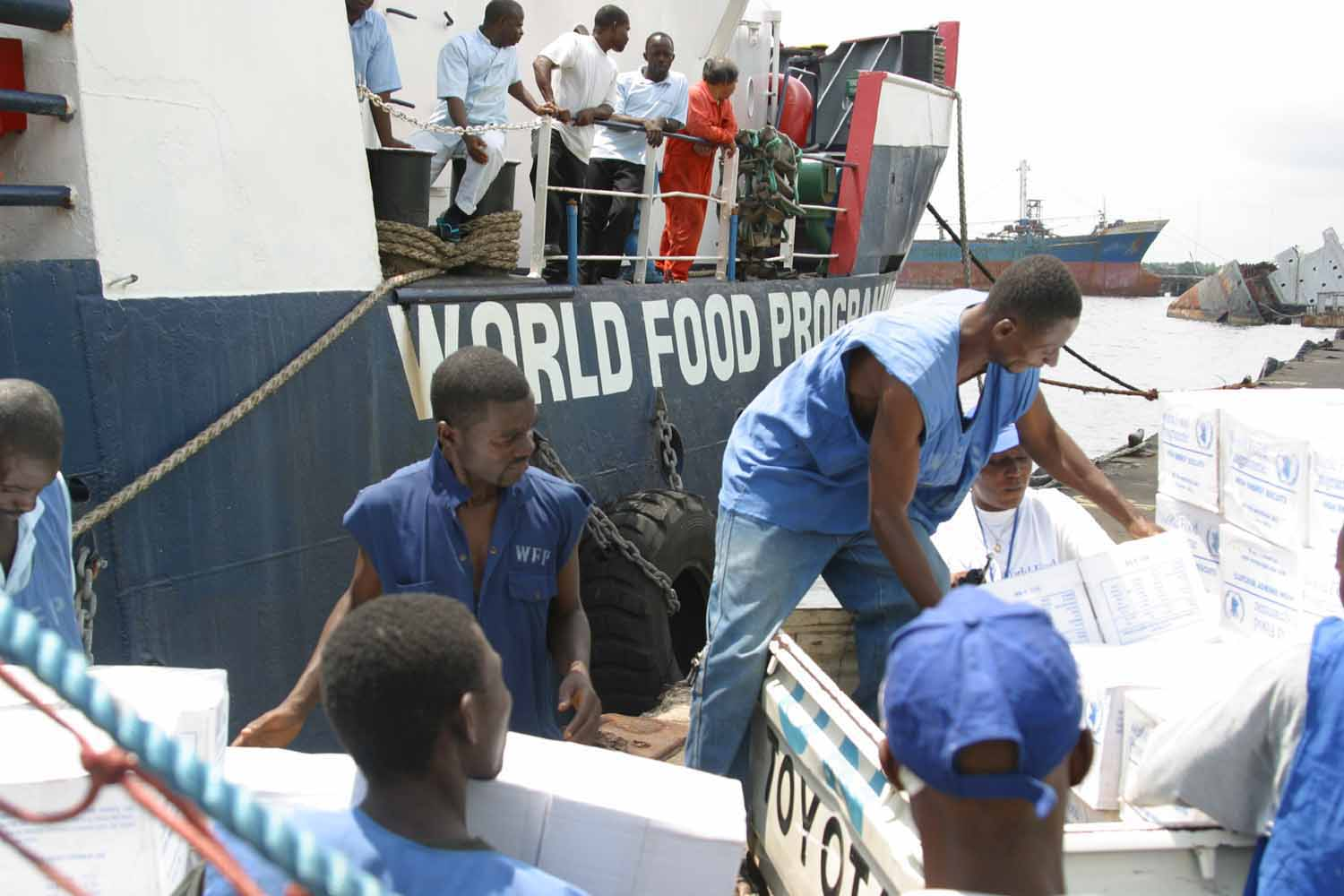
Das WFP-Schiff Martin löscht seine Fracht in Liberia während des Zweiten Liberianischen Bürgerkriegs, 2003
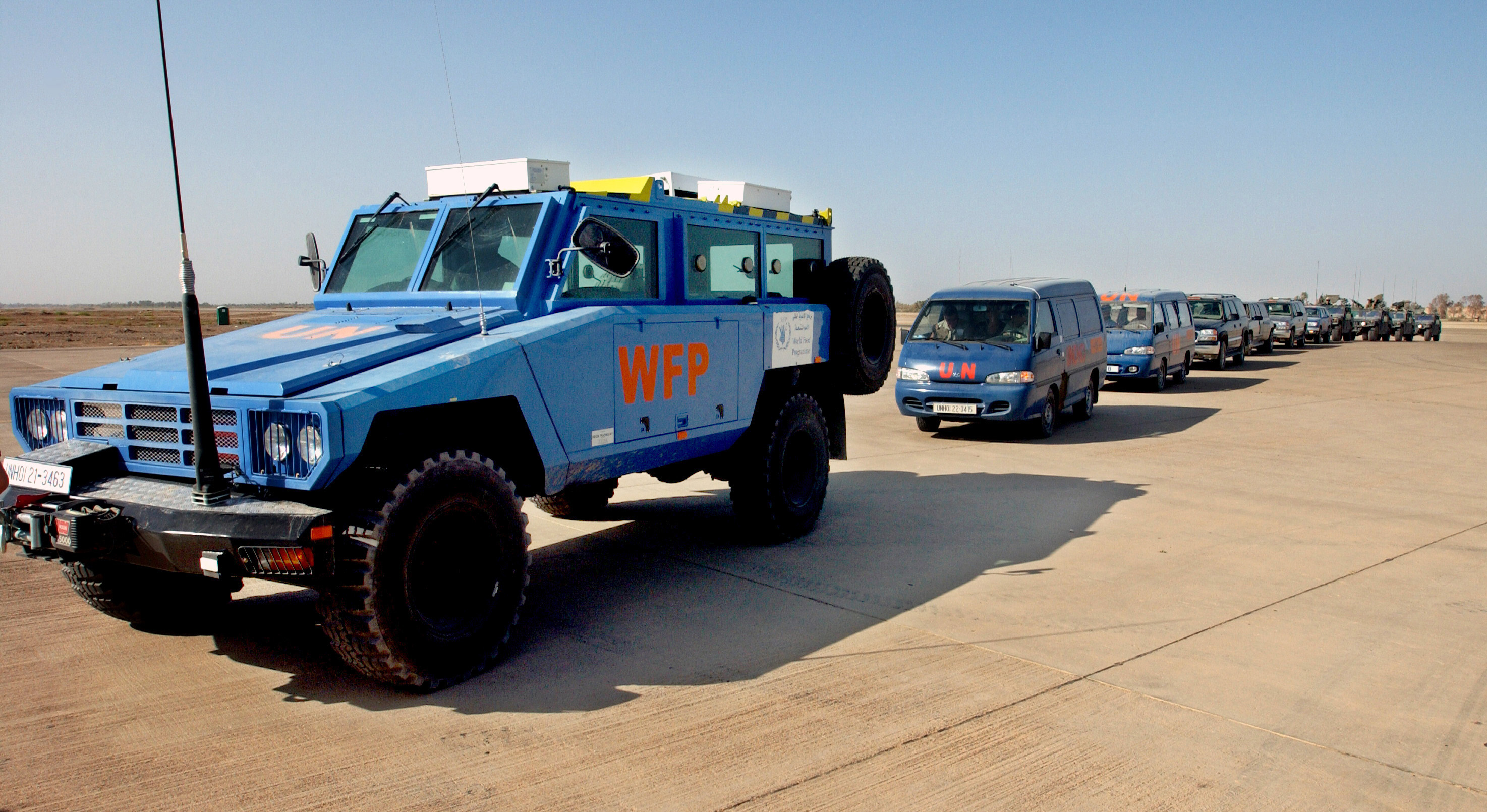
Gepanzerte Fahrzeuge des WFP eskortieren UN-Fahrzeuge mit den sterblichen Überresten von Opfern von Bombenanschlägen im Irak, 2003
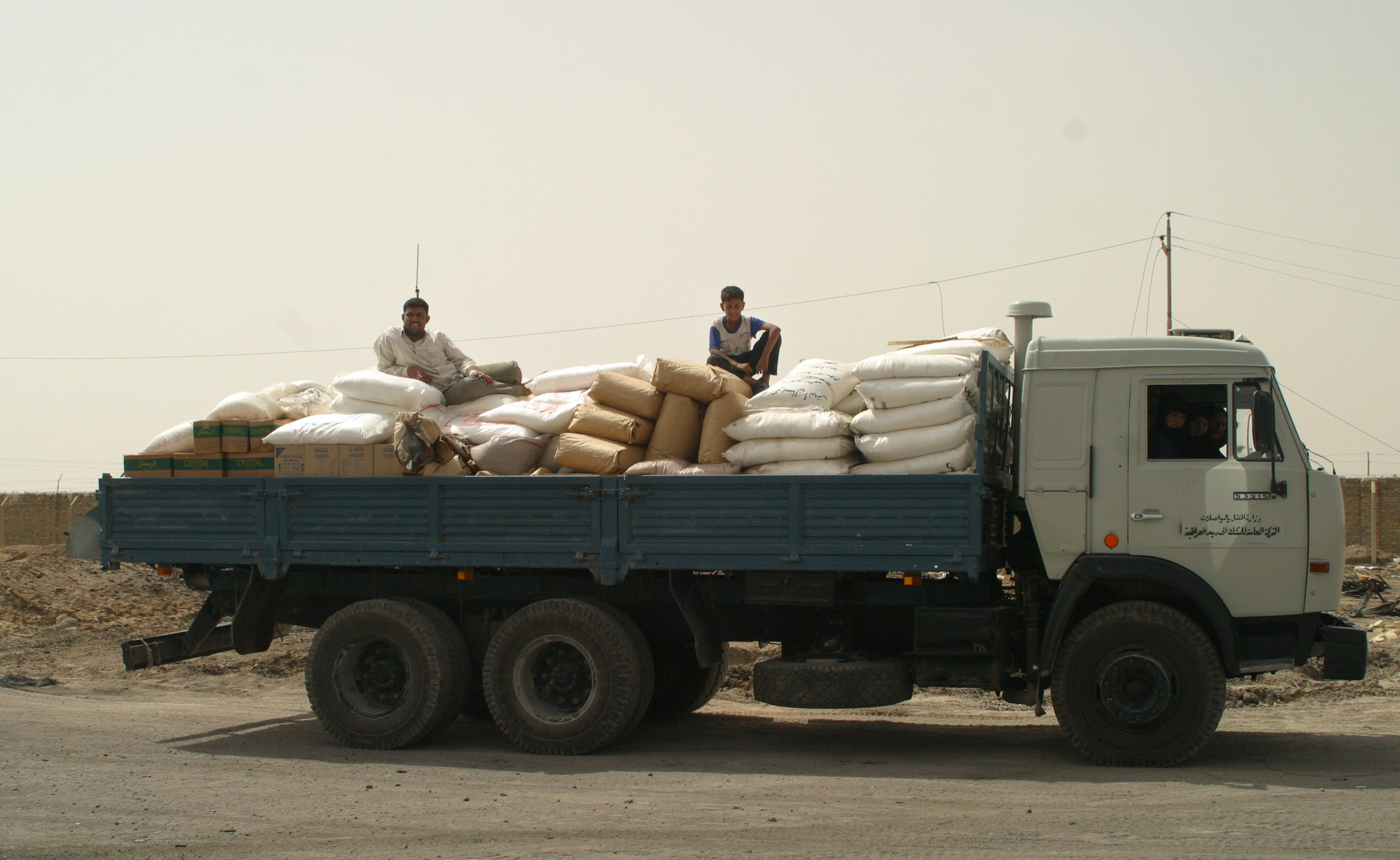
LKW mit Hilfsgütern in Umm Qasr (Irak), 2003
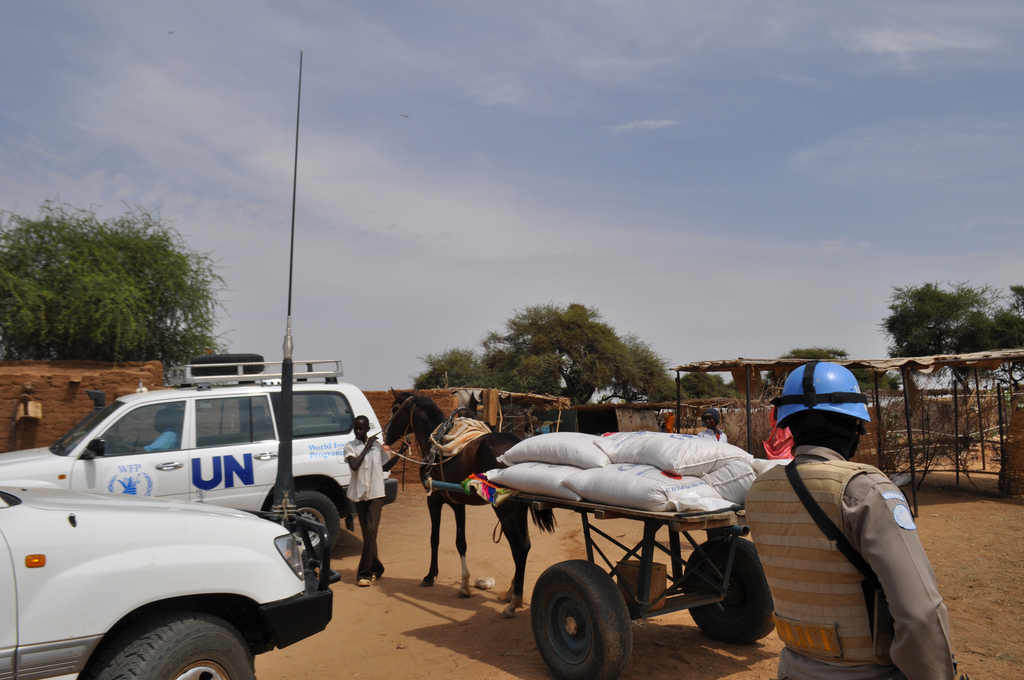
Nahrungsmittel-Lieferung in Abu Shouk (Sudan), 2009

## Exekutivdirektoren
Seit 1982 leiten ausschließlich Anglo-Amerikaner das Welternährungsprogramm.
| Direktor                  | Land               | Amtsperiode               |
| ------------------------- | ------------------ | ------------------------- |
| Addeke Hendrik Boerma     | Niederlande        | Mai 1962 – Dezember 1967  |
| Sushil K. Dev             | Indien             | Januar 1968 – August 1968 |
| Franciso Aquino           | El Salvador        | Juli 1968 – Mai 1976      |
| Thomas C. M. Robinson     | Vereinigte Staaten | Mai 1976 – September 1977 |
| Garson N. Vogel           | Kanada             | Oktober 1977 – April 1981 |
| Bernardo de Azevedo Brito | Brasilien          | Mai 1981 – Februar 1982   |
| Juan Felipe Yriart        | Uruguay            | Februar 1982 – April 1982 |
| James Ingram              | Australien         | April 1982 – April 1992   |
| Catherine Bertini         | Vereinigte Staaten | April 1992 – April 2002   |
| James T. Morris           | Vereinigte Staaten | April 2002 – April 2007   |
| Josette Sheeran           | Vereinigte Staaten | April 2007 – April 2012   |
| Ertharin Cousin           | Vereinigte Staaten | April 2012 – April 2017   |
| David Beasley             | Vereinigte Staaten | April 2017 – April 2023   |
| Cindy McCain              | Vereinigte Staaten | April 2023 –              |